# Selachochthonius heterodentatus
Selachochthonius heterodentatus är en spindeldjursart som först beskrevs av Beier 1955.  Selachochthonius heterodentatus ingår i släktet Selachochthonius och familjen käkklokrypare. Inga underarter finns listade i Catalogue of Life.